# Yūsuke Kozaki
Yûsuke Kozaki (コザキユースケ), né le 12 mai 1978 à Yokohama, est un mangaka et chara-designer japonais.

## Biographie
Influencé par les œuvres de Akira Toriyama et Fujiko Fujio, il décide, encore adolescent qu'il sera mangaka, au grand désespoir de ses parents. Il entre alors dans une école d'art graphique.
En 1997, Young Magazine lui décerne le prix d'honneur du jeune espoir du manga. En 1998, lui est décerné le prix Tetsuya Chiba, ce qui lui permet de publier dans Young Magazine son premier one-shot, Mikakunin Higôshôjo Kaoru. Le monde professionnel du manga lui est alors ouvert.
En 2002, il participe au festival de la bande dessinée d'Angoulême. En 2009, il est l'invité du Chibi Japan Expo à Paris.
Outre ses activités de mangaka, Yûsuke Kozaki travaille régulièrement avec des studios d'animation, notamment Gonzo, en tant que chara-designer. Il estime d'ailleurs que le seul point commun entre ces deux activités, « c'est le fait de dessiner ». Sinon, « les contraintes sont très différentes ».

## Publications
- 1997 : Mikakunin Higôshôjo Kaoru, prépublié chez Young Magazine
- 2002-2012 : Kyoko Karasuma, inspecteur à Asakusa, prépublié chez B-street
- 2003 : Character Design Bible (illustrations)
- 2005-2008 : Tokyo Karasu, prépublié chez ROBOT
- 2006 : Shutter Kill (images et illustrations)

## Chara-design

### Anime
- 2005 : Speed Grapher, studio Gonzo
- 2006 : Irohanihoheto, studio Sunrise
- 2009 : Soul Eater (programme de fin)
- 2016 : Bubuki Buranki, Sanzigen
- 2016 : Under the Dog, Kinema Citrus

### Jeux vidéo
- 2005 : Osu ! Tatakae ! Oendan
- 2007 : No More Heroes
- 2009 : No More Heroes 2
- 2012 : Fire Emblem: Awakening
- 2015 : Fire Emblem Fates

- 2016 : Pokémon GO[2]

- 2017 : Fire Emblem Heroes

- 2018 : AI: The Somnium Files
- 2020 : No More Heroes 3